# 東京都平和祈念館
東京都平和祈念館（とうきょうとへいわきねんかん）は、東京大空襲を記録するために計画された施設（都立）である。

## 経緯
1990年代に建設運動が始まった。
1992年1月、鈴木俊一知事が施設建設の方針を表明した。
1993年6月、有識者会議が、犠牲者を追悼し、体験を継承するなど、施設の方向性を報告した。
1994年5月、東京都が、都平和祈念館（仮称）基本計画を策定した。
1998年当時の青島幸男知事に陳情された。
1998年3月、都議会が、建設には、展示内容について都議会の合意を得るという付帯決議を可決した。
大空襲で壊滅した墨田区に2001年開館する予定であったが、財政難や、歴史認識をめぐる意見の相違があり、石原都政下の1999年3月、都議会本会議にて（平成11年度予算に）「都の厳しい財政状況と従来の経緯を十分踏まえ、展示内容のうち、いまだ議論の不十分な事実については今後さらに検討を加え、都議会の合意を得た上で実施をすること」という付帯決議が行われ、凍結状態となった。
2022年2月、小池百合子知事が都議会で証言映像の活用を表明した。
2024年2月、本人らが同意した証言映像を公開した。

## 収集資料
施設の趣旨に賛同する都民らから、多くの関係資料が寄贈されている。
展示品の目玉とされたのが被災した330名のビデオ証言記録であり、先の大戦でこれほどの多数の戦争体験者の証言を集めた資料は国内には他にない。証言者の中には歌手の並木路子もいる。
東京都は現在も、平和祈念館での公開を目的に収集したこれらの資料を非公開扱いとし、目黒区の都施設に保管したままである。広島県広島市中区の広島平和記念資料館が、資料のネット公開など、多岐にわたり活用されているのとは対照的である。（毎日新聞 2011年3月10日）。

## 参考となるサイト
- 「【特集】封印された330人の“遺言”」(報道ステーション　朝日放送系列　2011年3月9日)
- 「東京都平和祈念館(仮称）」建設をすすめる会